# 灰水竹
灰水竹（学名：[Phyllostachys platyglossa] 错误：{{Lang}}：文本有斜体标记（帮助））为禾本科刚竹属下的一个种。